# Ingrid Villena
Ingrid Fernanda Villena Narbona (Santiago, 5 de junio de 1990) es una abogada y política chilena, integrante de la Convención Constitucional en representación del distrito n° 13, Región Metropolitana.

## Estudios y trayectoria profesional
Nació el 5 de junio de 1990, en Santiago, siendo hija de Rolando Alfredo Villena Bustos y de Ingrid Belinda Narbona Esguep. Realizó sus estudios básicos y medios en la Escuela Particular Liahona de la comuna de El Bosque. Luego de terminar la enseñanza media en el año 2007, cursó su educación superior en la Universidad Central de Chile, donde egresó de la carrera de Derecho el año 2012 y posteriormente obtuvo el título de abogada. Posee un diplomado en abuso sexual infantil (ASI), que cursó en la Fundación para la Confianza.
Ejerce la profesión de abogada de manera libre, dedicada al derecho de familia, en particular a la defensa de mujeres víctimas de violencia intrafamiliar; y a la defensa de niños, niñas y adolescentes cuando son vulnerados en sus derechos.

## Trayectoria política y pública
Es independiente y activista en contra del abuso sexual infantil.
En las elecciones del 15 y 16 de mayo de 2021 se presentó como candidata por el 13° distrito, Región Metropolitana, en calidad de independiente y como parte del pacto La Lista del Pueblo. Obtuvo 19.847 votos, correspondientes a un 8,61 % del total de sufragios válidamente emitidos.

### Convencional constituyente
Entre su propuesta constitucional, se encuentra lo siguiente: Constitución con perspectiva de género que garantice educación pública, gratuita, laica, no sexista, disidente, anticolonial, inclusiva e integral, de acceso igualitario para todos; salud gratuita y democrática; y vivienda digna y segura para todos. Propone reconocer los derechos de la naturaleza y la protección de los ecosistemas, el agua, los territorios y los bienes comunes, y derogar el Código de Aguas y reemplazarlo por un nuevo marco normativo basado en la gestión comunitaria por cuencas hidrográficas.
En el proceso de discusión de los Reglamentos de la Convención participó en la comisión de Reglamento. Posteriormente, se incorporó a la comisión temática de Sistema de Justicia, Órganos Autónomos de Control y Reforma Constitucional. En mayo de 2022 comenzó a desempeñarse en la comisión de Armonización.
El 1 de septiembre de 2021 se integró al colectivo «Pueblo Constituyente».

## Historial electoral

### Elecciones de convencionales constituyentes de 2021
- Elecciones de convencionales constituyentes de 2021, para convencional constituyente por el distrito 13, compuesto por las comunas de El Bosque, La Cisterna, Lo Espejo, Pedro Aguirre Cerda, San Miguel y San Ramón.[5]

| Candidato                           | Pacto               | Partido | Votos  | %     | Resultados   |
| ----------------------------------- | ------------------- | ------- | ------ | ----- | ------------ |
| Malucha Pinto Solari                | Lista del Apruebo   | ILYB    | 29.080 | 12,65 | Convencional |
| Ingrid Villena Narbona              | La Lista del Pueblo | ILZN    | 19.801 | 8,61  | Convencional |
| Rodrigo Rojas Vade                  | La Lista del Pueblo | ILZN    | 19.312 | 8,40  | Convencional |
| Natalia Aravena Contreras           | Apruebo Dignidad    | ILYQ    | 13.799 | 6,00  |              |
| Marcos Barraza Gómez                | Apruebo Dignidad    | PCCh    | 11.208 | 4.88  | Convencional |
| Jorge Insunza Gregorio de las Heras | Lista del Apruebo   | PPD     | 4.682  | 2.04  |              |
| Rodolfo Seguel Molina               | Lista del Apruebo   | PDC     | 4.460  | 1.94  |              |
| Daniel Andrade Schwarze             | Apruebo Dignidad    | RD      | 3.141  | 1.37  |              |